# Timoteo Maradona
Timoteo Fernández Maradona (San Juan, 24 de noviembre de 1794 - Mendoza, 24 de agosto de 1863) fue un funcionario, político y religioso argentino, de intensa participación política durante el siglo XIX. Llegó a ocupar la gobernación de la provincia de San Juan entre 1828 y 1830, y años más tarde fue ordenado sacerdote católico, ejerciendo como obispo de San Juan de Cuyo en forma interina entre 1852 y 1861.

## Biografía
Era hijo del comerciante José Ignacio Fernández Maradona, que fue diputado a la Junta Grande en 1810, y sobrino de Plácido Fernández Maradona. Cursó estudios eclesiásticos, pero no se ordenó sacerdote por ser demasiado joven; por el momento, abandonó la idea de ordenarse.

### Carrera política
Formó parte de la Junta que proclamó la autonomía de la provincia de San Juan en 1820. En 1825 apoyó la revolución contra el gobernador Salvador María del Carril, que llevó a la gobernación a su tío Plácido Fernández Maradona. Mientras que los demás revolucionarios fueron expulsados de su provincia, a Timoteo Maradona se le permitió seguir residiendo en San Juan.
Durante el segundo gobierno de José Antonio Sánchez fue uno de los líderes de la oposición y fue elegido diputado provincial. Apoyó el gobierno de Manuel Quiroga Carril y fue considerado un aliado del caudillo Facundo Quiroga. En 1828, la legislatura eligió gobernador a Timoteo Maradona.
EL estallido de la segunda guerra entre unitarios y federales lo obligó a ceder casi todas sus fuerzas a Quiroga, para las batallas de La Tablada y Oncativo; cuando el general José María Paz derrotó a los federales, Maradona se encontró sin fuerzas militares que oponer al avance de los oficiales unitarios, de modo que bastó que Santiago Albarracín se presentara en la capital para que Maradona le entregara el gobierno. Pasó los siguientes meses entre la cárcel y los sucesivos escondites en que se asiló.
Después de la recuperación de la provincia para el Partido Federal, Maradona fue juez supremo de la provincia. El gobernador Nazario Benavídez lo nombró su Ministro de Gobierno, cargo que alternó con el de diputado provincial. No tuvo actuación alguna durante las invasiones unitarias de Mariano Acha y Gregorio Aráoz de Lamadrid en 1841, y siguió como Ministro de Gobierno. Por su iniciativa se creó el Liceo Federal, el único colegio secundario de su época en San Juan.

### Carrera eclesiástica
En 1844 falleció su esposa, con quien había tenido nueve hijos.
Abandonó toda actividad política y reinició sus estudios religiosos, que había profundizado en su juventud. Se ordenó sacerdote al año siguiente.
Fue nuevamente elegido diputado provincial, y ejerció como vicario de San Juan durante el obispado de José Manuel Quiroga Sarmiento hasta el fallecimiento de éste en 1852. Desde entonces fue provisor y gobernador del obispado, es decir que cumplía tareas de obispo interino. El Senado de la Confederación lo propuso en la terna de candidatos al obispado, pero en su lugar fue nombrado Nicolás Aldazor.
Antes de que llegara el nombramiento de Aldazor, tuvo un serio incidente con el gobernador Francisco Díaz, por la negativa del provisor a aceptar las delimitaciones de los curatos de la provincia, su negativa a entregar al gobierno un detalle de las cuentas eclesiásticas, y por la negativa del gobierno en reconocer un notario eclesiástico nombrado por el provisor. El incidente llegó rápidamente a adquirir cierta gravedad, y el gobierno arrestó al obispo y lo envió prisionero a Paraná, capital de la Confederación Argentina. El incidente fue un paso más en el creciente enfrentamiento entre los partidos en San Juan: el obispo era defendido por los federales, tradicionalmente católicos, y el gobernador por los liberales, que se identificaban relativamente con el anticlericalismo. El conflicto terminó con una revuelta y Díaz fue derrocado por Nazario Benavídez.
Durante los años siguientes tomó partido por los federales, viéndose envuelto en las luchas que llevaron a la muerte a tres gobernadores: Benavídez, José Antonio Virasoro y Antonino Aberastain. El obispo Aldazor lo nombró deán de la catedral de San Juan. Después de la batalla de Pavón, la provincia fue invadida por tropas porteñas entre las que iba Domingo Faustino Sarmiento, que se hizo elegir gobernador. Maradona se opuso enérgicamente a su gobierno, y nuevamente ocurrieron roces entre el gobierno y la diócesis. Por su parte, Sarmiento no le perdonaba una deuda de vieja data de 26 pesos, cuyo origen nunca se pudo determinar.
Falleció en San Juan en agosto de 1863. Sus restos descansan en la cripta de la Catedral de San Juan.